# Tysfjord
Tysfjord (em norueguês: Tysfjord kommune; em lapão: Divtasvuodna ou Divtasvuona suohkan) é uma comuna da Noruega, com 1 462 km² de área e 2 028 habitantes (2008).         